# Resolució 2087 del Consell de Seguretat de les Nacions Unides
La Resolució 2087 del Consell de Seguretat de les Nacions Unides fou adoptada per unanimitat el 22 de gener de 2013. Després de recordar totes les resolucions pertinents anteriors sobre la situació relativa a Corea del Nord, incloses les resolucions 825 (1993), 1540 (2004), 1874 (2009), 1695 (2006) i 1718 (2006) el Consell va condemnar el llançament de coets el 12 de desembre de 2012 per la República Popular Democràtica de Corea.

## Punts tractats
El Consell va afirmar el dret de tots els països a explorar l'espai d'acord amb el dret internacional, incloses les restriccions imposades pel Consell de Seguretat.
Va condemnar el llançament d'un míssil amb un satèl·lit artificial a bord per Corea del Nord el 12 de desembre de 2012, ja que va utilitzar tecnologia de míssils balístics violant de les resolucions 1718 i 1874. Va exigir a Corea del Nord que cessés el seu programa de míssils balístics i de proves nuclears i s'abstingués de provocacions.
La resolució tenia dos annexos:
- Annex 1 on s'hi detallen les persones contra les quals s'aplica la prohibició del viatge i la congelació dels dipòsits bancaris,
- Annex 2, una llista d'organitzacions a les que es van congelar els saldos de bancs estrangers.

La comissió creada per la Resolució 1718 per vigilar les sancions contra Corea del Nord va rebre instruccions per informar si cap vaixell es negava a ser inspeccionat. Es va permetre als països confiscar i destruir el material confiscat en violació de les sancions.
El Consell va afirmar que calia una solució diplomàtica i va demanar la represa del Diàleg dels Sis per deixar la península de Corea lliure d'armes nuclears. Finalment, es va argumentar que les sancions no podrien agreujar la situació humanitària a Corea del Nord.